# Bartolomeo Eustachi
Bartolomeo Eustachi, meglio conosciuto come Eustachio (San Severino Marche, 1500-1510 – Fossombrone, 27 agosto 1574), è stato un anatomista italiano.
Redigeva e completava tutti i suoi scritti sulla base di osservazioni ed esperimenti. Indagò con acutezza e logica lungimiranza sui cadaveri per malattie varie. 
Teorizzò lo studio della tuba auditiva destra, ricordata tutt'oggi come la Tromba di Eustachio. Individuò inoltre le valvole coronarie, precisò ulteriormente la struttura di alcune ossa craniche, iniettò di acqua calda le arterie renali, cercò di determinare la struttura dei reni e dei denti. Descrisse per la prima volta le ghiandole surrenali e fu il primo scopritore della vena alba, ora dotto toracico.

## Biografia

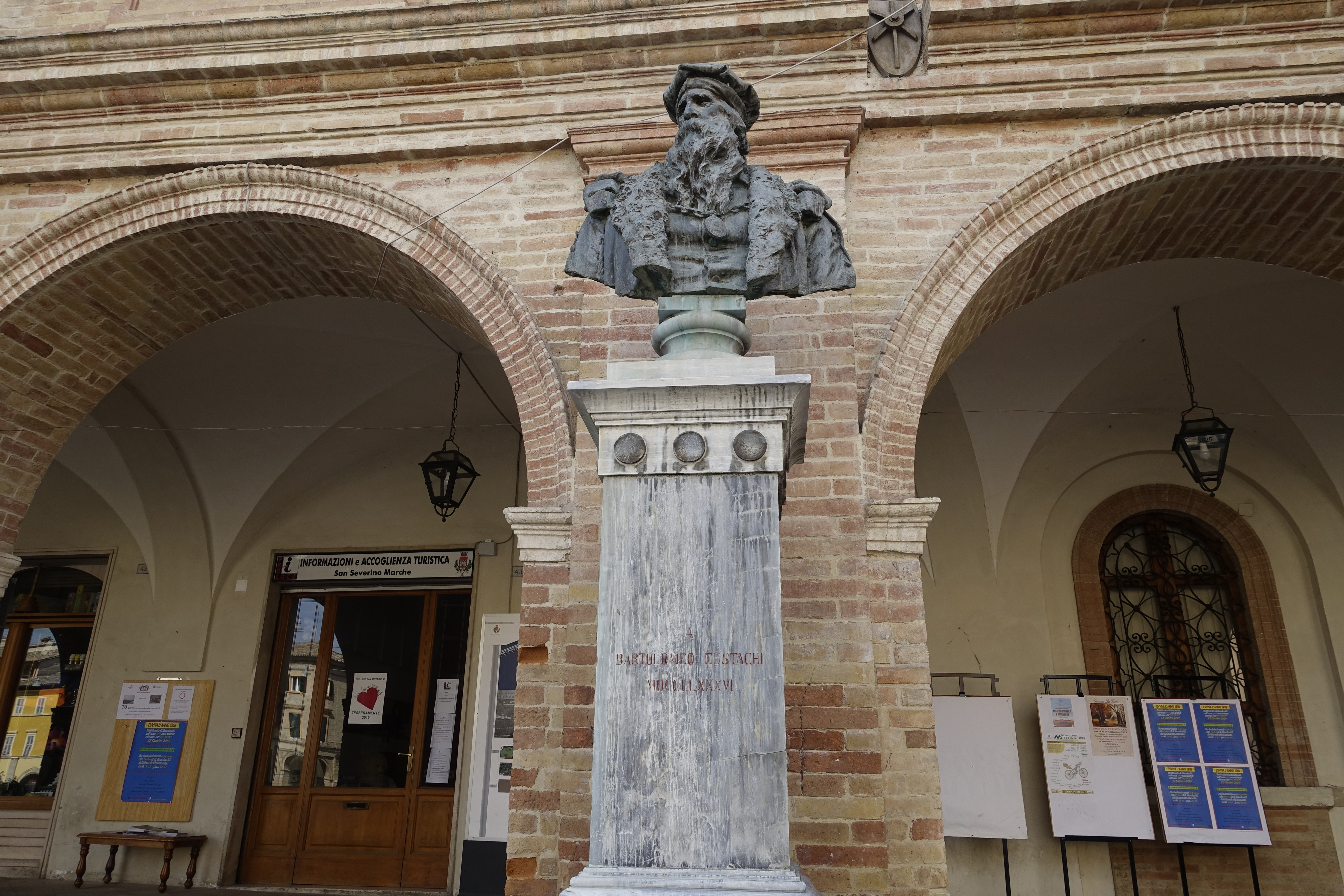
Busto di Eustachio a San Severino Marche

### San Severino Marche
La famiglia Eustachio viveva all'inizio del XVI secolo (primo decennio) a San Severino, uno dei comuni della Marca di Ancona nello Stato della Chiesa. San Severino era soggetta alla giurisdizione episcopale della vicina Camerino.
Secondogenito di Francesca Benvenuti e Mariano di Matteo Eustachio. Quest'ultimo si dice che fosse un dotto medico e filosofo, molto apprezzato ai suoi tempi, che inculcò nei suoi due figli, Bartolomeo e Fabrizio, la passione per lo studio della medicina, spingendoli a seguire la sua professione. Mariano ebbe oltre ad Eustachio e Fabrizio altre quattro femmine (Ortensia, Angelina, Maurizia e Angela). Al secondo figlio fu dato il nome di Bartolomeo nome che nessuno dei suoi ascendenti aveva avuto e che non apparirà più nei discendenti.

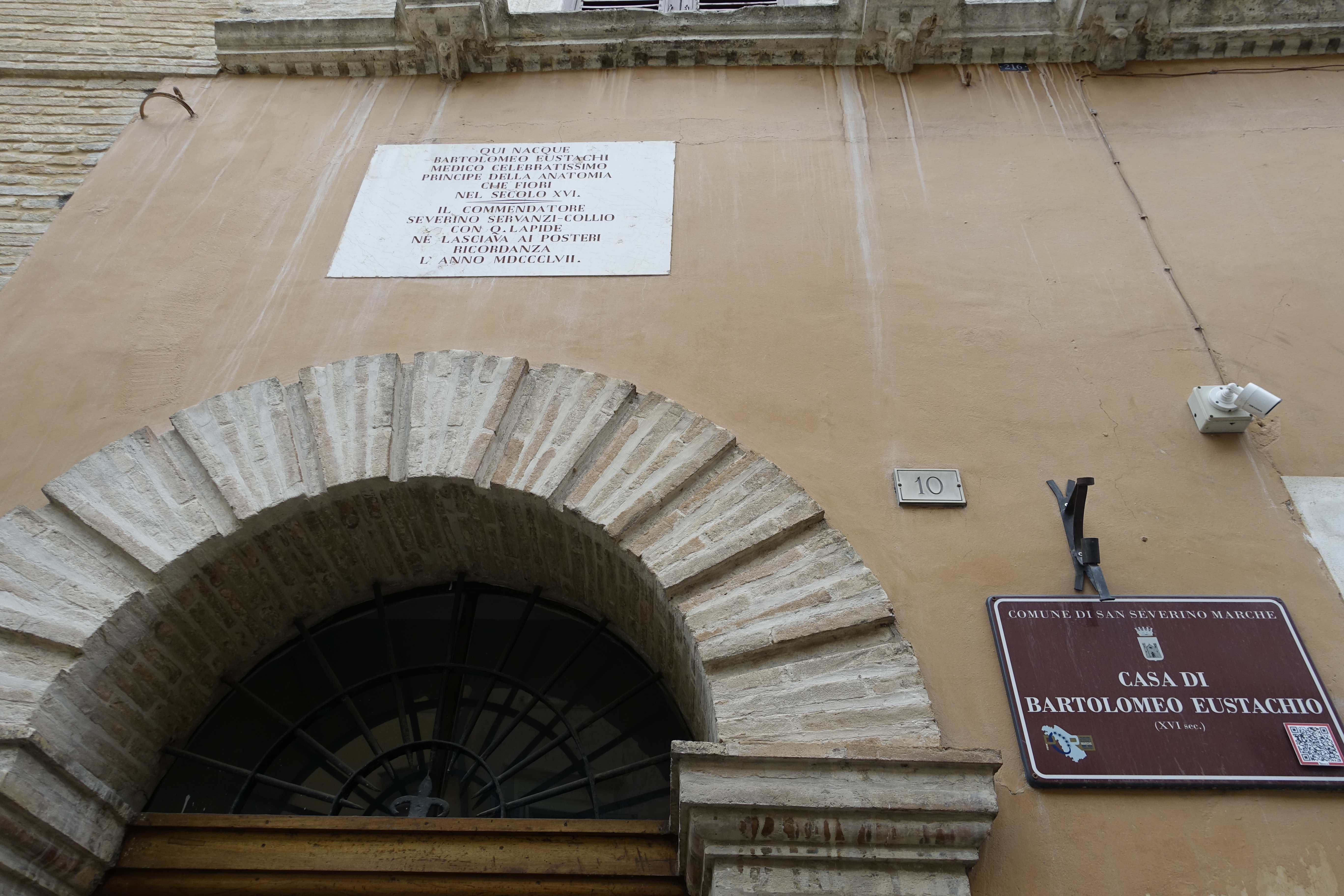
Casa natale di Eustachio

Bartolomeo Eustachio nacque a San Severino Marche nella Marca di Ancona nonostante alcuni nei secoli XVII e XVIII abbiano scritto che Eustachio sia nato a San Severino in Basilicata, altri a Santa Severina nel Regno di Napoli. Una data certa per la nascita è difficile da presentare. Quasi tutte le opere che trattano di lui e della sua attività scientifica si limitano a riportare che 'Eustachio' nacque nel 1510. Questa come altre date sono ugualmente probabili perciò non c'è una data che corrisponda a verità. Le incertezze delle date sono semplici: una è la mancanza di una registrazione anagrafica sia nei comuni come nelle chiese parrocchiali. Per queste ultime infatti l'obbligo di tenere in archivio l'elenco dei battezzati fu decretato dal Concilio di Trento terminato nel 1564.
L'altra ragione è legata al mistero sulla morte di B.Eustachio che avvenne nel 1574 in un luogo ancora imprecisato lungo la via Flaminia all'altezza di Fossato di Vico. Essendo sconosciuta anche la chiesa in cui si svolsero i funerali e in cui fu sepolto, non si ha di lui nessuna iscrizione funebre su cui siano incisi, come era ed è tuttora abitudine, la data di nascita e del decesso.
Bartolomeo, per approfondire gli studi medici, coltivò una preparazione umanistica, imparando le lingue greca, araba (tradusse qualche scritto di Avicenna) ed ebraica.
Maturò uno spiccato interesse per la matematica e fu, per l'abile conoscenza di essa, annoverato tra gli uomini illustri che emergevano in questa materia ad Urbino.
Nella scelta della disciplina universitaria da abbracciare furono influenti suo fratello Fabrizio e suo padre Mariano.
Le università in Italia nel periodo rinascimentale erano molte. Nello Stato della Chiesa quella che eccelleva era certamente l'Archiginnasio della Sapienza di Roma. Qui studiò le "diverse branche dell'arte del guarire e più particolarmente quelle che hanno per oggetto la conoscenza del corpo umano".
L'Eustachio fu nominato secondo “fisico” del comune di San Severino. Ciò avvenne il 9 novembre 1539. L'incarico doveva durare un anno con il “salario” di 200 fiorini, e l'obbligo di esercitare tanto la medicina che la chirurgia “indifferenter”.
In seguito Bartolomeo chiederà al Comune licenza di interrompere il suo servizio di secondo fisico, licenza che gli venne accordata.
Così ebbe termine (aveva circa 34 anni) la carriera medica nella sua patria, sconfitta che lo amareggiò e lo condusse ad Urbino dove era ben conosciuto da quella corte ducale.

### Urbino
Essendosi estesa la sua fama anche al di là dei confini della sua terra natìa, il duca di Urbino, Guidobaldo Della Rovere, protettore degli scienziati e gran conoscitore delle lettere e delle scienze, lo accolse con entusiasmo nella sua corte, nominandolo suo medico personale e protomedico di tutto il suo dominio, incarichi molto ambiti che offrivano chiaramente dei privilegi. Fu così che Bartolomeo assunse il ruolo di alto funzionario nella sanità statale.
Nel 1549 Giulio Della Rovere, fratello di Guidobaldo, eletto cardinale dal papa Paolo III, dovendo partire alla volta di Roma per assumere l'incarico, nominò Bartolomeo come suo medico e confidente.
Il soggiorno di Bartolomeo nel ducato non fu lungo (poco meno di un decennio) ma durante questi anni egli formerà il carattere. Non partecipò se non per convenienza agl'ozi dei cortigiani.
Nel 1542 l'Eustachio diventa padre di Ferdinando, avuto da una moglie di cui non si conoscono né il nome né la provenienza, dato che non appare mai in nessun documento.
Durante il periodo urbinate Bartolomeo incontrerà Piermatteo Pini, giovanissimo studente, dal quale incontro nascerà un'amicizia che durerà fino alla morte di Bartolomeo.

### Roma
Un improvviso cambiamento sconvolse la tranquilla vita di Bartolomeo.
Nel 1549 Giulio Della Rovere, fratello di Guidobaldo, eletto cardinale dal papa Paolo III, dovendo partire alla volta di Roma per assumere l'incarico, nominò Bartolomeo come suo medico e confidente. Dato che era un ragazzo bisognoso non solo di cure ma soprattutto di comprensione e protezione, non trovò migliore soluzione che in Eustachio.
Bartolomeo inizia la carriera di medico pratico in quella capitale dove medici di grande reputazione esercitavano l'arte sanitaria o tenevano cattedra all'Archiginnasio.
Nella capitale, centro di cultura monumentale, ma anche scientifica e medica, Bartolomeo approfondì i suoi studi prediletti, acquistando una tale fama da essere nominato da Carlo Borromeo, nipote di papa Pio IV, medico ordinario.
In seguito venne nominato protomedico dello Stato pontificio, acquisendo il permesso di sezionare i cadaveri provenienti dagli ospedali di S.Spirito e della Consolazione.
L'ospedale della Consolazione aveva lo scopo di ricoverare e curare tutti coloro che, per infortuni o per altri motivi, subivano traumi o ferite. Così l'Eustachio poté essere in contatto con molti maestri di chirurgia.
Nella seconda metà del sedicesimo secolo (esattamente dal 1555 al 1568) ottenne la cattedra di anatomia alla Sapienza. Introdusse per primo negli ospedali di Roma l'autopsia e il sezionamento di cadaveri, studiandone a fondo la struttura.
Così facendo sostituì all'empirismo e alla tradizione dominante l'osservazione e l'esperimento.
Pur provando una profonda ammirazione per Ippocrate e Galeno, divergeva da loro in molti aspetti.. Insieme agli anatomisti Vesalio e Falloppio riformò l'anatomia poiché i suoi studi si fondavano sull'analisi e la profonda investigazione scientifica, essendo assertore fedele del fatto che è impossibile curare il corpo umano se non lo si conosce approfonditamente.

Come scrive Oreste Marganucci - illustre chirurgo sanseverinate da pochi anni scomparso - 
(Oreste Marganucci)
Se l'Eustachio fu anche un chirurgo è una domanda legittima. Il suo incarico all'Archiginnasio riguardava la medicina pratica e non l'anatomia descrittiva né la chirurgia, essendo queste discipline incarico di altri uomini illustri. Ma non si può negare nemmeno che operasse quando se ne presentava l'occasione. Infatti dall'inventario dei suoi attrezzi ereditati dal figlio Ferdinando risultavano molti strumenti di chirurgia.
Il suo insegnamento all'Archiginnasio terminò nel 1566.
Si ritirò dall'insegnamento a causa dell'avanzata età e per l'acuirsi della gotta che da tempo lo affliggeva. Lo sostituì nella cattedra di anatomia il suo discepolo Virgilio da Sanseverino.
Nonostante il suo cagionevole stato di salute, continuò ad approfondire i suoi studi ed affrontò un lungo e faticoso viaggio alla volta di Fossombrone per prestare le cure mediche al cardinale Giulio Della Rovere, suo protettore ed amico amatissimo, che si era ammalato gravemente.

### Amici ed avversari
Nello Stato di Urbino l'Eustachio non aveva bisogno di guardarsi da avversari e per quanto i medici non fossero molti, tutti ebbero per il loro protomedico e medico di corte tutta la stima che, secondo loro, egli meritava.
A Roma la situazione era differente sia tra i cattedratici dell'Archiginnasio sia nel Collegio dei Medici. Le differenti opinioni ed idee avevano creato rivalità tra di loro e dispute alle quali l'Eustachio partecipava con passione.
La maggior parte degli anatomisti romani erano seguaci della scuola galenica , le cui teorie sul corpo umano furono in voga dall'antichità sino al rinascimento, e il cui fondatore, Galeno nato a Pergamo nel secondo secolo dopo Cristo, sperimentatore anatomico, fu per secoli un idolo da venerare. Nel primo Rinascimento il Vesalio, il Falloppio e l'Ingrassia avevano scosso l'idolo contribuendo in questo modo al progresso anatomico che raggiunse il suo apice nel ‘600 con il Morgagni e il Malpighi.
Anche l'Eustachio entra in questa lotta e libero da pregiudizi ebbe il coraggio, nella ricerca della verità, di completare e spesso correggere il Galeno suscitando così ira e malumore negli ambienti aristotelici e galenisti. Tra gli avversari più accaniti vi erano famosi medici pratici e protomedici.

### Eustachio morì povero?
Che Bartolomeo Eustachio sia vissuto e morto povero, fu scritto da molti suoi biografi che si interessavano più di farne conoscere l'attività scientifica che i fatti della vita privata.
L'Eustachio sia in Urbino che a Roma, oltre ad usufruire di un appartamento composto di molte stanze dove poteva lavorare, studiare, ricevere e partecipare a banchetti e feste aveva diritto ad uno stipendio dall'esercizio dei suoi doveri di protomedico e di medico di fiducia dello stesso cardinale, nonché riceveva doni dai suoi pazienti e dal fior fiore del mondo romano.
Si valeva spesso dell'istituto del “censo” per cui riceveva per un determinato tempo beni terrieri o di altro genere pagandone un canone.
Se i poderi erano di sua proprietà, erano di altri quelli presi in censo nei dintorni di Pesaro.
L'Eustachio possedeva una casa in Macerata, quella che abitava suo figlio Ferdinando con la sua famiglia.
Bartolomeo comprò inoltre (in uno dei suoi ultimi affari) una casa per sé. Tutti infatti ne avevano una (anche Piermatteo Pini) ma solo l'Eustachio dimorava in un appartamento nel palazzo del cardinale d'Urbino per essere pronto a prestare le cure dovute. Voleva una casa per trascorrervi gli ultimi anni della vita da lasciare in seguito al figlio Ferdinando e la sua numerosa famiglia.
Il testamento fu redatto il 1º luglio del 1570 e il 22 settembre il figlio accettò l'eredità paterna. Fu lui l'erede universale con l'obbligo però di alcuni legati: un orologio donatogli dal duca Guidobaldo a Piermatteo, duemila scudi alla nipotina Giovanna e all'ospedale di Santa Maria della Consolazione, dove aveva per lungo periodo lavorato con passione, tutto il denaro liquido depositato nei “banchi”.
Da questo inventario si può desumere che il sommo anatomico non fu propriamente ricco ma provvisto di tutti quei mezzi finanziari in grado di procurargli una vita agiata e, se la malattia non lo avesse colpito, più felice e tranquilla.

### Via Flaminia: Fossato di Vico
Chi si fosse voluto recare fuori città dal palazzo romano del cardinale Giulio d'Urbino avrebbe dovuto percorrere in direzione nord, prima la via Lata, poi il lungo tratto di via Flaminia che ne era il proseguimento, sino a raggiungere piazza del popolo.
Il 14 agosto del 1574 una modesta “lettiga coperta di vaschetta negra” affiancata da due servitori percorreva la via Flaminia con un carico dolorante: Bartolomeo Eustachio, convalescente di una lunga malattia. La destinazione era Fossombrone.
Da qualche giorno era arrivata una lettera scritta il giorno 9 dal cardinal Giulio con la quale lo si pregava di correre al suo capezzale perché gravemente malato.
Bartolomeo scosso da quella notizia inattesa, non indugiò un istante e ordina ai servitori di preparare ogni cosa (ferri, pozioni, medicinali e quanto poteva occorrere per una cura radicale). Pur se in cattive condizioni di salute l'Eustachio non rifiutò di portar soccorso a colui che gli aveva fornito i mezzi di sussistenza e gli aveva dato modo di eccellere nell'arte medica del suo tempo.
Come era previsto dall'itinerario, Bartolomeo doveva giungere a Fossombrone il 20 agosto, quindi dopo sei giorni di viaggio. Ma dato che peggiorarono molto le condizioni di Bartolomeo, il cammino dovette essere sempre più lento. I tre viaggiatori infatti arrivarono a Fossato di Vico il 26 agosto. L'Eustachio era in chiaro ritardo rispetto alla tabella di marcia ma dovette fermarsi nei pressi di quest'ultima località poiché non poteva proseguire oltre. Presero alloggio presso un ospizio. Bartolomeo ormai morente ma con la mente lucidissima fa chiamare un notaio per dettare le sue estreme volontà. Fu aggiunto un codicillo al suo testamento, redatto nel luglio di quattro anni prima, per premiare i due fedelissimi con i quali aveva trascorso molti anni insieme e dimostrare loro la sua riconoscenza.
La data della morte dell'Eustachio è da fissarsi al 27 agosto 1574.
Non sappiamo se morì repentinamente o in lenta agonia né conosciamo il luogo della sepoltura.
I funerali furono svolti in pompa magna, nonostante Eustachio avesse lasciato scritto nel suo testamento:
"Avendo amato sempre lo stato umile e fuggita sempre l'apparenza, desidero che il mio corpo involto in un lenzuolo sia senza alcuna pompa sepolto nella chiesa più vicina al luogo della mia morte".
Nel frattempo la malattia del cardinale Giulio Della Rovere, della quale l'Eustachio si era tanto preoccupato da morirne, fu risolta senza l'ausilio del suo medico.

## Opere

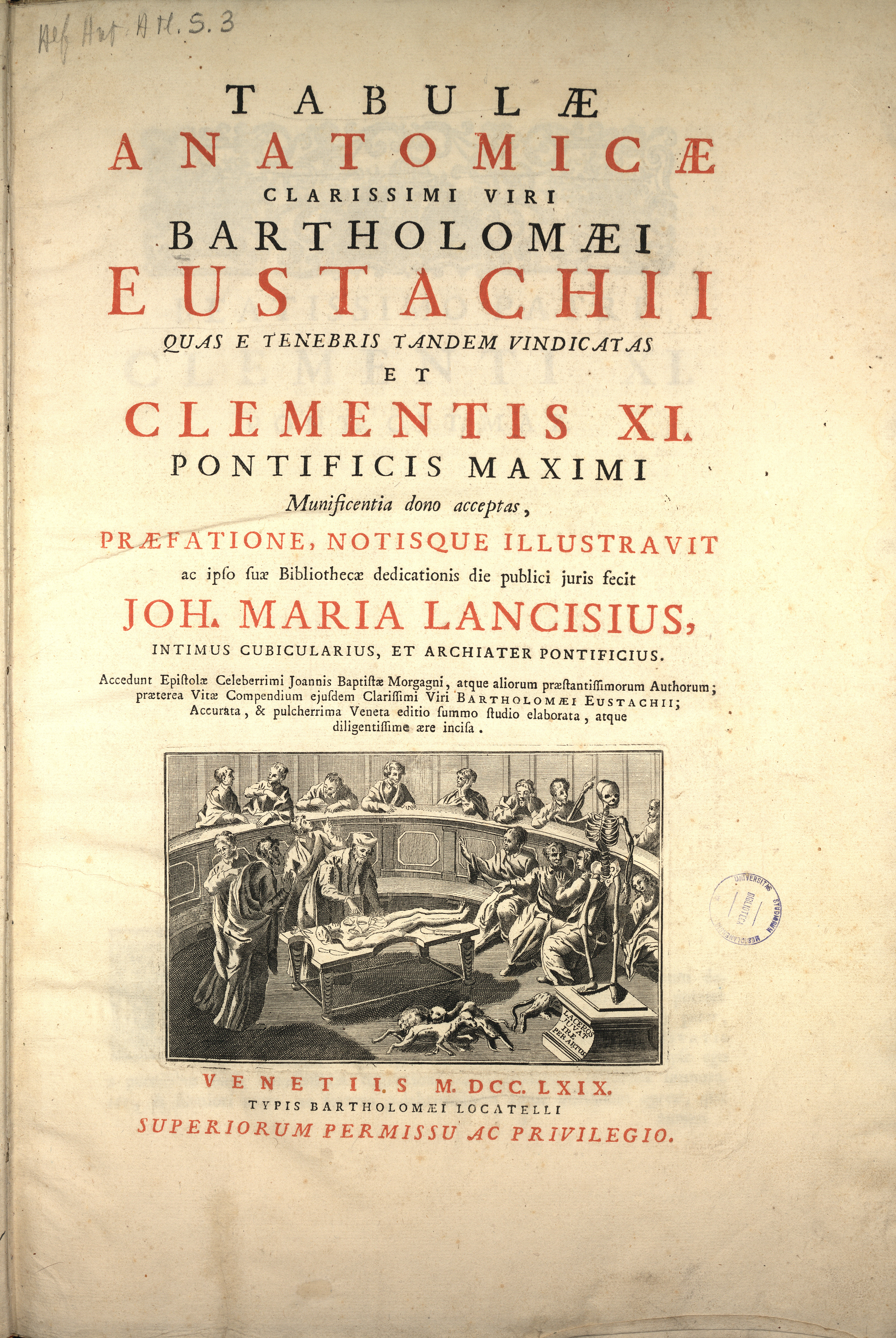
Tabulae anatomicae, 1769

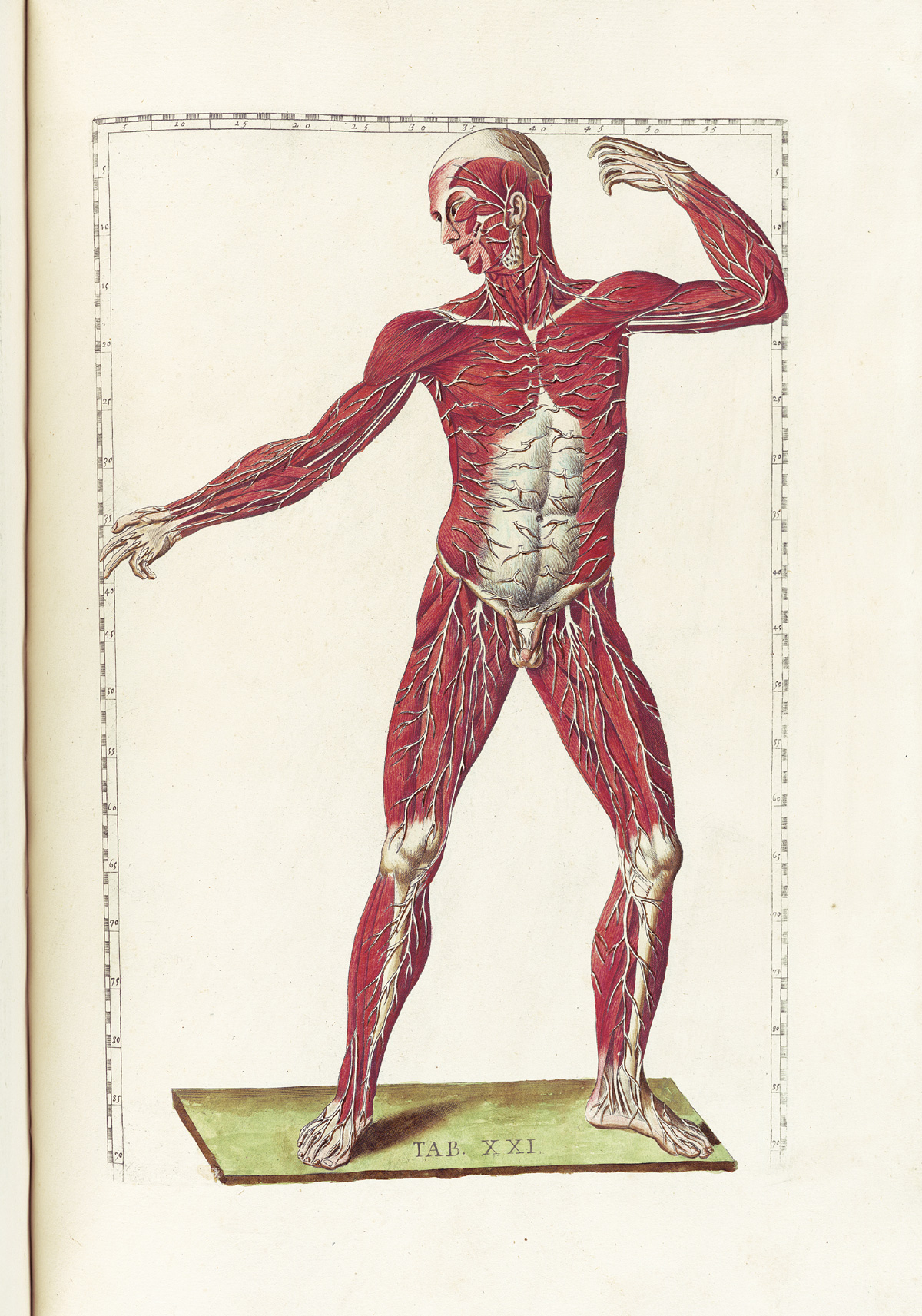
Tabulae anatomicae (Roma, 1783) Tavola 21

Eustachi lasciò un buon numero di opere.
Il risultato di un ventennio di studi anatomici, Bartolomeo Eustachio lo affidò per quanto restio, alla pubblicazione di opuscoli nei quali con un latino classico espone con chiarezza gli esperimenti eseguiti sui cadaveri dopo averne cercato le componenti degli organi principali del corpo umano.
Il "De renum structure officio atque administratione" è una descrizione nella quale viene messa in chiara luce l'irrorazione sanguigna degli organi urinari, viene analizzata la costante presenza delle "capsule surrenali”

### La corrispondenza
Bartolomeo Eustachio polemista scontroso e pungente nei suoi opuscoli scientifici, sapeva essere comprensivo e perfino affettuoso nelle lettere familiari che inviava a quanti facevano parte della cerchia dei suoi amici.
La forte personalità dello scienziato e dell'uomo si rivela con evidenza dalla poche lettere pervenute sino a noi. Bartolomeo provava piacere di corrispondere con i colleghi, con gli allievi e con gli amici ai quali confidava quanto gli accadeva dettando cure e ricette e raccontando a tutti lo stato deplorevole della sua salute.
Seppure scritte secondo gli schemi del tempo ripiene di formule di reciproca stima, si nota in esse una genuina spontaneità.
I corrispondenti furono i suoi più intimi, il duca Guidobaldo, il cardinale Guido, qualcuno dei segretari di costui. Diversi i luoghi da cui furono spedite, Roma e alcune cittadine del ducato di Urbino, Fossombrone, Pesaro.
Tra le lettere eustachiane quella, del 24 maggio 1556, scritta da Roma al cardinale Giulio, è una dettagliata ricetta medica che egli dà al giovane cardinale, “ non far cadere i peli che non rinaschino”, cosa che il medico ritiene “difficile e pericolosa”. Chiede però alcune delucidazione sul sesso e sull'età di quelli che vogliono sottoporsi a tale cura che egli ritiene fastidiosa.
L'ultima lettera scritta da Bartolomeo fu quella del 17 marzo 1574, quindi cinque mesi esatti prima della sua morte indirizzata al cardinale Giulio e scritta da Roma. L'Eustachio si rallegra con lui per l'acquistata salute adoperando parole che non nascondono una sincera commozione. La calligrafia di questa lettera, come del resto di altri manoscritti, non è dell'Eustachio ma di suoi sono l'indirizzo, la data e la firma. Il male negl'ultimi due mesi della sua vita, aveva fatto notevoli progressi tanto da impedirgli di poter scrivere.

### LeTabulae anatomicae
La sua opera più famosa sono le "Tabulae Anatomicae", incise nel 1552, che gli fecero tributare il titolo di "principe dell'anatomia". Lancisi, archiatra di Clemente XI, ritrovò queste tavole ad Urbino, presso gli eredi di Matteo Pini, amato discepolo di Bartolomeo Eustachi, al quale quest'ultimo aveva lasciato oltre che una raccolta di libri greci e latini, un baule pieno di manoscritti. Nel XVIII secolo, esattamente nel 1714, il Lancisi pubblicò le Tabulae di Eustachio, illustrandole in un libro intitolato: "Tabulae Anatomicae Clarissimi Viri Bertholomaei Eustachi". Su 64 ne furono ritrovate solo 47, mentre altri lavori che avrebbero dovuto commentare le tavole rimasero manoscritti e in seguito dispersi.

### GliOpuscola anatomica
Gli "opuscola anatomica" raccolti in un volume furono stampati nel 1563-1564 a Venezia.
- "Examen Ossium", scritto nel 1561 contro l'anti-galenismo di Vesalio[12].In essa è presente una descrizione delle ossa e dei muscoli che non si ferma alla forma esteriore ma evidenzia gli spazi, le cavità e le minute particolarità[26];
- "De Motu Capitis"(1561), anch'esso contro l'anti-galenismo di Vesalio[1];
- "De Auditus Organis", illustrato con la collaborazione di Pier Matteo Pini, in cui descrisse per la prima volta la tuba auditiva destra, che prese il suo nome. Oltre alla scoperta di questa parte dell'orecchio, all'Eustachio si deve l'individuazione del muscolo stapedio, nonché lo studio della sua funzione, la disposizione della chiocciola e del modiolo e dell'acquedotto, l'origine e il termine della corda del timpano[26]. Questo lavoro fu dedicato a Mons. Francesco Alciati[19];
- "De Dentibus", una trattazione quasi completa dal punto di vista morfologico, strutturale, anatomo-patologico della genesi, della trasformazione dei denti nel periodo della prima e definitiva dentizione. L'Eustachio descrive anche il canale e la polpa dentaria[26];
- "De Vena Quae Azygos Graecis Dicitur atque de humana venae propagine, quae in flexu brachii venam comunem producit", in cui descrisse il dotto toracico del cavallo, rivelando una buona conoscenza della struttura del cuore. Con questa opera l'Eustachio partecipò al lavoro per venire a capo dell'assillante problema, fino ad allora insoluto, della circolazione del sangue al quale si impegnò anche Vesalio con le sue opere. L'Eustachio stabilì l'esistenza di quattro vene polmonari e precisò il decorso e i rapporti delle vene superficiali del braccio, trattò la vena azygos, indicò il circolo arterioso e venoso dei singoli organi fin nelle più piccole diramazioni[26];
- "Erotiam Scriptoris Vetustissimi Vocum Collectio";
- "De Moltitudine";
- "De Renibus".

Queste opere furono tutte pubblicate nel 1563 negli "Opuscola anatomica".
Negli “Opuscola anatomica” l'Eustachio indica le fonti della sua formazione scientifica e della diretta esperienza acquisita nella lunga e diligentissima attività anatomica sugli animali e sui corpi umani e promette con l'aiuto di Piermatteo di pubblicare un volume: “ De dissensionibus ac controversiis anatomicis”. Per cause diverse come la malattia, la tarda età e la “fortunarum mearum imbecillitate” questo volume non fu mai pubblicato. Ora si trova nella biblioteca comunale di Siena, scritto per la massima parte dalla mano dell'Eustachio e la rimanente da Piermatteo. Gli argomenti che vengono trattati in risposta a Vesalio che tenta di demolire Galeno sono: ossa e loro connessi, unghie, laringe, cartilagine, muscoli, pelle, muscoli in particolare, vene, arterie, nervi, addome e suoi organi, apparato genitale dei due sessi, feto e sue membrane, torace e suoi organi, cranio ed encefalo.
L'Eustachio con il suo testamento aveva lasciato erede di tutto il materiale scientifico (manoscritti, tavole, attrezzature anatomiche) il suo allievo Piermatteo Pini il quale doveva pubblicare, dopo la morte del Maestro, quanto questo aveva preparato nel suo manoscritto “ De dissensionibus et controversiis”.
Ma il Pini non volle o non poté adempiere l'impiego assunto e sia le tavole di rame come il manoscritto andarono perduti.
Dopo lunghe ricerche il papa Clemente XI, urbinate, riuscì a rintracciare le tavole presso un discendente del Pini dal quale il Papa le acquistò per 600 scudi.